# قرار مجلس الأمن التابع للأمم المتحدة رقم 146
قرار مجلس الأمن التابع للأمم المتحدة رقم 146، الصادر في 9 أغسطس 1960، بعد تقرير من الأمين العام بشأن تنفيذ القرارين 143 و 145، أكد المجلس سلطته في الاضطلاع بالمسؤولية الموكلة إليه، ودعا بلجيكا إلى سحب قواتها من كاتانغا. ثم أكد المجلس من جديد أن قوة الأمم المتحدة في الكونغو لن تكون طرفا في أي نزاع داخلي أو تتدخل بأي شكل من الأشكال في أي نزاع داخلي، وأعلن أن دخول قوات الأمم المتحدة إلى كاتانغا ضروري للتنفيذ الكامل لهذا القرار.
تمت الموافقة على القرار بتسعة أصوات. امتنعت فرنسا وإيطاليا عن التصويت. 

## روابط خارجية
- نص القرار في undocs.org